# Economia do Espírito Santo (estado)
A economia do Espírito Santo é baseada principalmente nas atividades portuárias, de exportação e importação (maior do país) e está indo muito bem na indústria de celulose e de rochas ornamentais (mármore e granito) (maior do mundo), na celulose (fibra) (maior do país), extraída dos pinheiros de eucalipto, na exploração de petróleo (2° maior) e gás natural (maior do país), além da diversificada agricultura, principalmente do plantio do café (segundo maior).
Seus extensos recursos naturais e seu grande potencial foram explorados somente após a década de 1950, pois o estado foi abandonado para servir de barreira natural, por causa da densa floresta e pelas altas montanhas do estado para conter possíveis invasões estrangeiras que almejassem chegar ao ouro das Minas Gerais. O estado somente voltou a ser efetivamente povoado com a introdução do café, mas só começou a crescer com a industrialização que começou na década de 1940.
A economia do estado se vê em uma fase de grande crescimento que se deve, principalmente, à ampliação da agricultura e do turismo, e da descoberta de imensas jazidas de petróleo e gás natural, e também que só nos últimos anos o estado passou a explorar seu grande potencial econômico, com a implantação da indústrias de rochas ornamentais, sendo que o estado é o maior produtor de mármore e granito do mundo, e também pela implantação da empresa Aracruz Celulose.
As principais culturas agrícolas são: arroz, café (das mais importantes do país, tanto que o município de São Gabriel da Palha determina para o resto do país a cotação diária do café Conilon no mercado), feijão, frutas (banana, maracujá, mamão), milho. Na pecuária, gado de corte e leiteiro. Na indústria, produtos alimentícios, madeira, celulose (Fibria), têxteis (Colatina), móveis (Linhares) e siderurgia, destacando-se no município de Serra, um dos sete que constituem a Região Metropolitana da Grande Vitória, a CST (Companhia Siderúrgica de Tubarão), que no ano de 2005 uniu-se ao grupo francês Arcellor Mittal (um dos maiores do mundo no setor) e as usinas de pelotização da CVRD (Companhia Vale do Rio Doce). Outra indústria importante no ramo siderúrgico é a Samarco, localizada no município de Anchieta e que possui o maior mineroduto subterrâneo do mundo, transportando minério a partir de jazidas do vizinho estado de Minas Gerais até à indústria. Nos últimos anos vem se mostrando próspera no estado a exploração de petróleo e de gás natural, principalmente após descobertas ocorridas entre os últimos anos do século XX e início do XXI de novos blocos petrolíferos no mar territorial capixaba.
Vitória é importante porto de exportação de minério de ferro. Guarapari é um importante centro de extração de areia monazítica (rica em cério, tório, lantânio e titânio). A presença da monazita em algumas praias do município faz com que seja muito procurado por turistas em busca de alívio para alguns males do corpo, contra os quais o mineral é eficaz. Em São Mateus, descobriram-se e exploraram-se reservas petrolíferas na plataforma continental.
No litoral sul a descoberta de petróleo deve impulsionar a economia do estado, que até 2008 terá a segunda maior produção de petróleo do Brasil, os municípios litorâneos como Presidente Kennedy, Itapemirim e Marataízes terão crescimento econômico e social com índices muito altos e se tornarão os municípios com maior PIB per capita
do estado.
Destaque para as festas do interior como a Festa da Polenta em Venda Nova do Imigrante, Sömmerfest de Domingos Martins, a festa do morango de Domingos Martins, a festa do Imigrante Italiano em Santa Teresa, o carnaval de Guarapari, Festival de Arte e Música de Alegre e Festival Internacional de Inverno de Domingos Martins. A festa de Mimoso do Sul e o Festival de Sanfona e Viola de São Pedro do Itabapoana distrito de Mimoso do Sul, e também o carnaval de Mimoso que atraí muitos visitantes e chega a ser o melhor carnaval do Sul do Espírito Santo.

## Cultura cafeeira
O café foi o que fez o estado se recuperar do longo período de esquecimento, durante a era colonial, começou a ser cultivado no sul, vindo do Rio de Janeiro, foi a principal cultura cultivada pelos imigrantes, e enriqueceu várias cidades como Cachoeiro do Itapemirim (hoje fragmentada em mais de 10 de outros municípios), que por um tempo chegou a ser maior e mais rica que a capital Vitória, Santa Leopoldina, cidade que enriqueceu muito durante o Século XIX, com os chamados Barões do Café, que construíram inúmeras mansões ali, a economia da cidade chegou a rivalizar com a de Vitória, mas, com a construção da primeira ferrovia do estado (que não passava pela cidade), acabou por virar uma verdadeira "Cidade Fantasma", outra cidade que enriqueceu muito com o café foi Mimoso do Sul, o café foi a base da economia do estado até meados de 1950.
O café no estado atualmente é plantado nas variações Arábica (em grandes altitudes) e Conilon (em pequenas altitudes), sendo o estado o maior produtor nacional da variação Conilon, e segundo maior da varição Arábica, sendo que o município de São Gabriel da Palha determina para o resto do país a cotação diária (preço) do café Conilon no mercado. São Gabriel da Palha e seus arredores são atualmente os maiores produtores de café de todo o estado, cultivando a variedade Conilon.

## Evolução do PIB
No intervalo de 55 anos, entre 1939 e 1994, a renda por capita dos capixabas cresceu oito vezes, bem mais que a média nacional, de cinco vezes e meia. Por isso sua renda é maior que a média do restante do país. Ocupando apenas 0,54% do território brasileiro, o estado responde hoje por pouco mais de 2% do PIB. Atualmente, O Espírito Santo é considerado o Estado do Brasil  mais voltado ao comércio exterior.
O PIB capixaba até os anos 1960 era sustentado pelo setor agrígola, predominantemente o café. O setor primário chegou a representar 54% do PIB. O café, no entanto, continua sendo de vital importância para a economia capixaba, mas sem haver dependência exagerada.
Com o surgimento dos grandes projetos como a CVRD, CST, Aracruz e Samarco (1960/1967) houve a diversificação da base econômica no Estado. A partir dos anos 1990, o setor de serviços passou a ter significativa presença no PIB, passando a ser a âncora da economia capixaba impulsionado pela forte vocação do comércio exterior. Os sete portos, o Corredor Centroleste e a logística tornam o Estado competitivo.
O crescimento do PIB está acima da média nacional. O PIB capixaba vem crescendo 3% ao ano, acima, portanto da média do Brasil, que é de 1,2% ao ano. Em 1996, o PIB saltou de R$ 14,9 milhões para R$ 16 milhões em 1998 (estimativa). O estado é o sexto exportador e o quarto maior importador, sendo responsável por cerca de 9,13% do que é exportado, e 4,95% do que é importado. Em 1997, as exportações totalizaram US$ 5,4 bilhões e as importações, US$ 4,7 bilhões.
O PIB per capita no Espírito Santo em 2005 era de R$ 13.846, o quinto maior do país.
O setor terciário é o mais dinâmico da economia capixaba e o que mais fortalece o PIB no Estado, com uma participação de 50%, puxado principalmente pelo segmento do comércio exterior. Já o setor secundário, formado por indústrias extrativas e de transformação e grandes complexos exportadores, vem em segundo lugar com uma participação de 31%. O setor primário corresponde a 19% do PIB, apresentando como principais atividades a cafeicultura, a fruticultura de clima tropical, a cultura de especiarias, a pecuária bovina e leiteira e a extração vegetal.
O estado é viável em sua infra-estrutura e logística. Sedia o maior complexo portuário da América Latina. Em 1997, seus sete portos movimentaram cerca de 25% das mercadorias que entraram e saíram do país.